# Електронний архів Українського визвольного руху
Електро́нний архі́в Украї́нського ви́звольного ру́ху — електронний архів, що забезпечує відкритий доступ до електронних копій документів з історії українського визвольного руху у XX ст. Архів є спільним проектом Центру досліджень визвольного руху, Львівського національного університету ім. І. Франка та Національного музею-меморіалу жертв окупаційних режимів «Тюрма на Лонцького».
В архіві доступні:
- документи та матеріали, що висвітлюють діяльність організацій українського визвольного руху: збройного підпілля (Організація Українських Націоналістів, Українська Повстанська Армія, Українська Головна Визвольна Рада тощо), дисидентського та масового національно-демократичного руху в другій половині XX ст.;
- документи репресивних структур окупаційних режимів (НКВД-МГБ-КГБ, німецьке гестапо та служба безпеки тощо).